# Кирик Володимир Михайлович
Володимир Михайлович Кирик (10 липня 1967, Київ, Українська РСР, СРСР) — український хокеїст, захисник.

## Спортивна кар'єра
Вихованець київського «Сокола» (тренер — Юрій Крилов). На хокейних майданчиках виступав понад 20 років. Захищав кольори клубів «Сокіл» (Київ), ШВСМ (Київ), «Кристал» (Саратов), «Траффорд Метрос» (Велика Британія), «Рубін» (Тюмень), «Сєвєрсталь» (Череповець), «Беркут» (Київ), «Дніпровські вовки» (Дніпропетровськ) і «Беркут» (Бровари).
У складі національної збірної — учасник шести чемпіонатів світу: 1993 (C)? 1994 (C), 1996 (C), 1997 (C), 1998 (B), 2000 (Q). На цих турнірах провів 32 матчі (5+7).

## Досягнення
- Чемпіон України (2): 2003, 2004
- Віце-чемпіон України (2): 2002, 2005

## Статистика
Статистика клубних виступів:
- Чемпіонат СРСР — 46 (5+6)
- Чемпіонат СРСР (Д-2) — 286 (14+23)
- Міжнаціональна хокейна ліга — 136 (4+7)
- Чемпіонат Великої Британії — 44 (15+54)
- Східноєвропейська хокейна ліга — 117 (7+14)
- Чемпіонат України — 34 (5+10)
- Чемпіонат Росії — 111 (8+10)
- Чемпіонат Росії (Д-2) — 46 (3+4)